# Liste des députés de la sixième législature du Landtag de Rhénanie-Palatinat
Cette liste présente les 100 membres de la 6e législature du Landtag de Rhénanie-Palatinat au moment de leur élection le 23 avril 1967 lors des élections régionales de 1967 en Rhénanie-Palatinat. Elle présente les élus du land et précise si l'élu a été élu dans le cadre d'une des 7 circonscriptions.

## Répartition des sièges

Répartition des sièges du Landtag de Rhénanie-Palatinat en 1967

| Parti | Parti                                        | Voix      | Voix  | Sièges  | Sièges        | Sièges | Sièges | Sièges |
| Parti | Parti                                        | Votes     | %     | Députés | +/-           |        |        |        |
| ----- | -------------------------------------------- | --------- | ----- | ------- | ------------- | ------ | ------ | ------ |
|       | Union chrétienne-démocrate d'Allemagne (CDU) | 861 142   | 46,70 | 49      | 3             |        |        |        |
|       | Parti social-démocrate d'Allemagne (SPD)     | 679 177   | 36,83 | 39      | 4             |        |        |        |
|       | Parti libéral-démocrate (FDP)                | 153 089   | 8,30  | 8       | 3             |        |        |        |
|       | Parti national-démocrate d'Allemagne (NPD)   | 127 680   | 6,92  | 4       | 4             |        |        |        |
|       |                                              |           |       |         |               |        |        |        |
| Total | Total                                        | 1 843 959 | 100   | 100     | en stagnation |        |        |        |

## Élus
| Circonscription           | Nom                     |  | Parti |
| ------------------------- | ----------------------- |  | ----- |
| Septième circonscription  | Helmut Adamzyk          |  | CDU   |
| Première circonscription  | Peter Altmeier          |  | CDU   |
| Troisième circonscription | Wilhelm Backes          |  | SPD   |
| Septième circonscription  | Karl Bäcker             |  | SPD   |
| Septième circonscription  | Baltfried Barthel       |  | SPD   |
| Cinquième circonscription | Johann Beckenbach       |  | SPD   |
| Troisième circonscription | Hermann Belzner         |  | SPD   |
| Troisième circonscription | Adolf Billen            |  | CDU   |
| Septième circonscription  | Willi Bißbort           |  | FDP   |
| Sixième circonscription   | Kurt Böckmann           |  | CDU   |
| Troisième circonscription | Loni Böhm               |  | CDU   |
| Sixième circonscription   | Oskar Böhm              |  | SPD   |
| Deuxième circonscription  | Klaus Bremm             |  | CDU   |
| Sixième circonscription   | Wolfgang Brix           |  | CDU   |
| Cinquième circonscription | Hans Broßmann           |  | FDP   |
| Sixième circonscription   | Heinrich von Bünau      |  | FDP   |
| Deuxième circonscription  | Werner Danz             |  | FDP   |
| Quatrième circonscription | Willi Diel              |  | SPD   |
| Septième circonscription  | Paul Durm               |  | CDU   |
| Cinquième circonscription | Hermann Eicher          |  | FDP   |
| Sixième circonscription   | Wilhelm Engelbreit      |  | CDU   |
| Deuxième circonscription  | Willi Erkel             |  | SPD   |
| Deuxième circonscription  | Aloys Felke             |  | CDU   |
| Quatrième circonscription | Helmut Fink             |  | SPD   |
| Cinquième circonscription | Hans Fröder             |  | CDU   |
| Cinquième circonscription | Jockel Fuchs            |  | SPD   |
| Deuxième circonscription  | Fritz Füllenbach        |  | SPD   |
| Première circonscription  | Johann Wilhelm Gaddum   |  | CDU   |
| Cinquième circonscription | Horst Geisel            |  | CDU   |
| Sixième circonscription   | Emil Geörger            |  | CDU   |
| Sixième circonscription   | Bertram Hartard         |  | CDU   |
| Sixième circonscription   | Lorenz Harth            |  | NPD   |
| Quatrième circonscription | Julius Haxel            |  | SPD   |
| Première circonscription  | Susanne Hermans         |  | CDU   |
| Septième circonscription  | Hans Herrmann           |  | SPD   |
| Première circonscription  | Herbert Heuft           |  | SPD   |
| Première circonscription  | Ernst Heydorn           |  | FDP   |
| Quatrième circonscription | Willibald Hilf          |  | CDU   |
| Première circonscription  | Willi Hörter            |  | CDU   |
| Troisième circonscription | Horst Homann            |  | CDU   |
| Sixième circonscription   | Otto Hoos               |  | SPD   |
| Septième circonscription  | Werner Hublitz          |  | SPD   |
| Sixième circonscription   | Gerhard Huy             |  | NPD   |
| Troisième circonscription | Johann Jacobs           |  | SPD   |
| Troisième circonscription | Peter Paul Jost         |  | CDU   |
| Première circonscription  | Paul Knüpper            |  | CDU   |
| Sixième circonscription   | Helmut Kohl             |  | CDU   |
| Cinquième circonscription | Lucie Kölsch            |  | SPD   |
| Troisième circonscription | Hans König              |  | SPD   |
| Quatrième circonscription | Gerhard Krempel         |  | CDU   |
| Deuxième circonscription  | Paul Landsmann          |  | CDU   |
| Troisième circonscription | Horst Langes            |  | CDU   |
| Cinquième circonscription | Heinz Laubach           |  | CDU   |
| Première circonscription  | Günther Leonhart        |  | SPD   |
| Première circonscription  | Theo Lück               |  | SPD   |
| Troisième circonscription | Josef Ludes             |  | SPD   |
| Sixième circonscription   | Theo Magin              |  | CDU   |
| Deuxième circonscription  | Albrecht Martin         |  | CDU   |
| Cinquième circonscription | Fritz May               |  | NPD   |
| Septième circonscription  | Philipp Mayer           |  | SPD   |
| Première circonscription  | Josef Mendling          |  | SPD   |
| Quatrième circonscription | Otto Meyer              |  | CDU   |
| Première circonscription  | Konrad Mohr             |  | CDU   |
| Deuxième circonscription  | Helmut Mühlender        |  | SPD   |
| Septième circonscription  | Hans Müller             |  | NPD   |
| Sixième circonscription   | Herbert Müller          |  | SPD   |
| Sixième circonscription   | Jakob Müller            |  | SPD   |
| Septième circonscription  | Oskar Munzinger         |  | SPD   |
| Deuxième circonscription  | Hanns Neubauer          |  | CDU   |
| Sixième circonscription   | Eduard Orth             |  | CDU   |
| Sixième circonscription   | Kurt Otto               |  | NPD   |
| Première circonscription  | Günter Pauli            |  | SPD   |
| Quatrième circonscription | Willi Peiter            |  | SPD   |
| Quatrième circonscription | Ludwig Pfeil            |  | CDU   |
| Septième circonscription  | Kurt Rocker             |  | CDU   |
| Cinquième circonscription | Johannes Baptist Rösler |  | CDU   |
| Septième circonscription  | Adolf Wilhelm Rothley   |  | SPD   |
| Première circonscription  | Josef Rüber             |  | CDU   |
| Septième circonscription  | Ludwig Rupertus         |  | CDU   |
| Troisième circonscription | Julius Saxler           |  | CDU   |
| Première circonscription  | Franz Schaaf            |  | CDU   |
| Cinquième circonscription | Jakob Schadt            |  | SPD   |
| Quatrième circonscription | Otto Schmidt            |  | SPD   |
| Deuxième circonscription  | Walter Schmitt          |  | CDU   |
| Septième circonscription  | Fritz Schneider         |  | FDP   |
| Deuxième circonscription  | Heinrich Schneider      |  | SPD   |
| Sixième circonscription   | Hans-Otto Scholl        |  | FDP   |
| Première circonscription  | Karl Schön              |  | SPD   |
| Troisième circonscription | Willi Schrot            |  | CDU   |
| Quatrième circonscription | Erich Schüler           |  | CDU   |
| Sixième circonscription   | Walter Schüßler         |  | FDP   |
| Septième circonscription  | Jakob Schunk            |  | SPD   |
| Première circonscription  | Heinz Schwarz           |  | CDU   |
| Quatrième circonscription | Hans Schweitzer         |  | SPD   |
| Deuxième circonscription  | Josef Sehn              |  | CDU   |
| Sixième circonscription   | Paulus Skopp            |  | SPD   |
| Sixième circonscription   | Ursula Starlinger       |  | CDU   |
| Première circonscription  | Gerhard Steen           |  | SPD   |
| Septième circonscription  | Edwin Steinhauer        |  | CDU   |
| Cinquième circonscription | Günter Storch           |  | FDP   |
| Sixième circonscription   | Oskar Stübinger         |  | CDU   |
| Troisième circonscription | Otto Theisen            |  | CDU   |
| Cinquième circonscription | Karl Thorwirth          |  | SPD   |
| Cinquième circonscription | Alfred Truschel         |  | CDU   |
| Première circonscription  | Gerhard Völker          |  | FDP   |
| Cinquième circonscription | Heinrich Völker         |  | SPD   |
| Troisième circonscription | Otto van Volxem         |  | CDU   |
| Septième circonscription  | Theo Vondano            |  | CDU   |
| Sixième circonscription   | Herbert Waldenberger    |  | CDU   |
| Septième circonscription  | Otto Walzel             |  | SPD   |
| Troisième circonscription | Nikolaus Weis           |  | CDU   |
| Sixième circonscription   | Gertrud Wetzel          |  | SPD   |
| Première circonscription  | Paul Wingendorf         |  | CDU   |
| Troisième circonscription | Johann Wirtz            |  | CDU   |
| Sixième circonscription   | Paul Wolf               |  | SPD   |
| Première circonscription  | Günter Wolfram          |  | SPD   |
| Troisième circonscription | August Wolters          |  | CDU   |
| Sixième circonscription   | Dieter Ziegler          |  | CDU   |
| Troisième circonscription | Robert Zingen           |  | CDU   |